# GO FUNK
『GO FUNK』（ゴー・ファンク）は、米米CLUBの4枚目のアルバム。1988年9月21日発売。発売元はCBSソニー。

## 解説
- 前作から1年ぶりとなるアルバム。博多めぐみ（坂本琢司）、シュークリームシュのサトミ（青山聡美）脱退後初のオリジナルアルバムでもある。
- 萩原健太がプロデューサーとして参加。以降も萩原はライブのプロデュースや監修、BIG HORNS BEEのアルバムプロデュースなど米米CLUBに深く関わっていく。
- 本作ではアルバム作品としては初の初回限定仕様が作られた。初回プレス限定：68ページ写真集封入特別仕様ジャケット
- タイトルは「ご飯食う」からきている（ごはんくう→ゴー・ファンク）。
- アナログ盤も発売されているが、そちらには「KOME KOME WAR」「いつのまにか」の2曲は収録されていない。
- バンド初のオリコンチャート1位を記録した。

## 収録曲
| 全作詞・作曲: 米米CLUB。 |                              |           |            |                     |      |
| #                        | タイトル                     | 作詞      | 作曲・編曲 | 編曲                | 時間 |
| 1.                       | 「INTRODUCTION」             | 米米CLUB  | 米米CLUB   | 米米CLUB            | 0:08 |
| 2.                       | 「美熱少年」                 | 米米CLUB  | 米米CLUB   | 米米CLUB            | 4:44 |
| 3.                       | 「KOME KOME WAR」            | 米米CLUB  | 米米CLUB   | 有賀啓雄・米米CLUB  | 5:33 |
| 4.                       | 「SEXY POWER」               | 米米CLUB  | 米米CLUB   | 中村哲・米米CLUB    | 3:38 |
| 5.                       | 「BEE BE BEAT」              | 米米CLUB  | 米米CLUB   | 中村哲・米米CLUB    | 3:18 |
| 6.                       | 「あ! あぶない!」            | 米米CLUB  | 米米CLUB   | 有賀啓雄・米米CLUB  | 4:41 |
| 7.                       | 「OH! 米 GOD!」              | 米米CLUB  | 米米CLUB   | 米米CLUB            | 0:27 |
| 8.                       | 「TIME STOP」                | 米米CLUB  | 米米CLUB   | 中村哲・米米CLUB    | 5:13 |
| 9.                       | 「なんですか これは」        | 米米CLUB  | 米米CLUB   | 中村哲・米米CLUB    | 3:42 |
| 10.                      | 「FLANKIE, GET AWAY!」       | 米米CLUB  | 米米CLUB   | 米米CLUB            | 4:17 |
| 11.                      | 「僕らのスーパーヒーロー」   | 米米CLUB  | 米米CLUB   | 有賀啓雄 & 米米CLUB | 4:06 |
| 12.                      | 「いつのまにか」             | 米米CLUB  | 米米CLUB   | 米米CLUB            | 2:53 |
| 13.                      | 「宴（MOONLIGHT MARCH）」    | 米米CLUB  | 米米CLUB   | 米米CLUB            | 0:52 |
| 14.                      | 「I'M A SOUL MAN」           | 米米CLUB  | 米米CLUB   | 有賀啓雄 & 米米CLUB | 6:16 |
| 15.                      | 「MY SWEET SWEET SHOW TIME」 | 米米CLUB  | 米米CLUB   | 米米CLUB            | 2:09 |
| 合計時間:                | 合計時間:                    | 合計時間: | 51:57      |                     |      |

### 楽曲解説
1. INTRODUCTION
2. 美熱少年
3. KOME KOME WAR
7thシングル。シングル版よりもイントロの小節数が倍になっているほか、アウトロも大幅に付け足されたバージョン。
4. SEXY POWER
5. BEE BE BEAT
6. あ! あぶない!
レコーディング中に「あぶない!」と言いたくなる事態に何度か出会ったために出来た楽曲。
7. OH! 米 GOD!
次曲と繋がっている。
8. TIME STOP
後に8thシングルとしてリカット。
9. なんですか これは
10. FLANKIE, GET AWAY!
11. 僕らのスーパーヒーロー
後に8thシングルのカップリング曲としてリカット。
12. いつのまにか
13. 宴（MOONLIGHT MARCH）
14. I'M A SOUL MAN
15. MY SWEET SWEET SHOW TIME